# Gastronomía de la provincia de Castellón

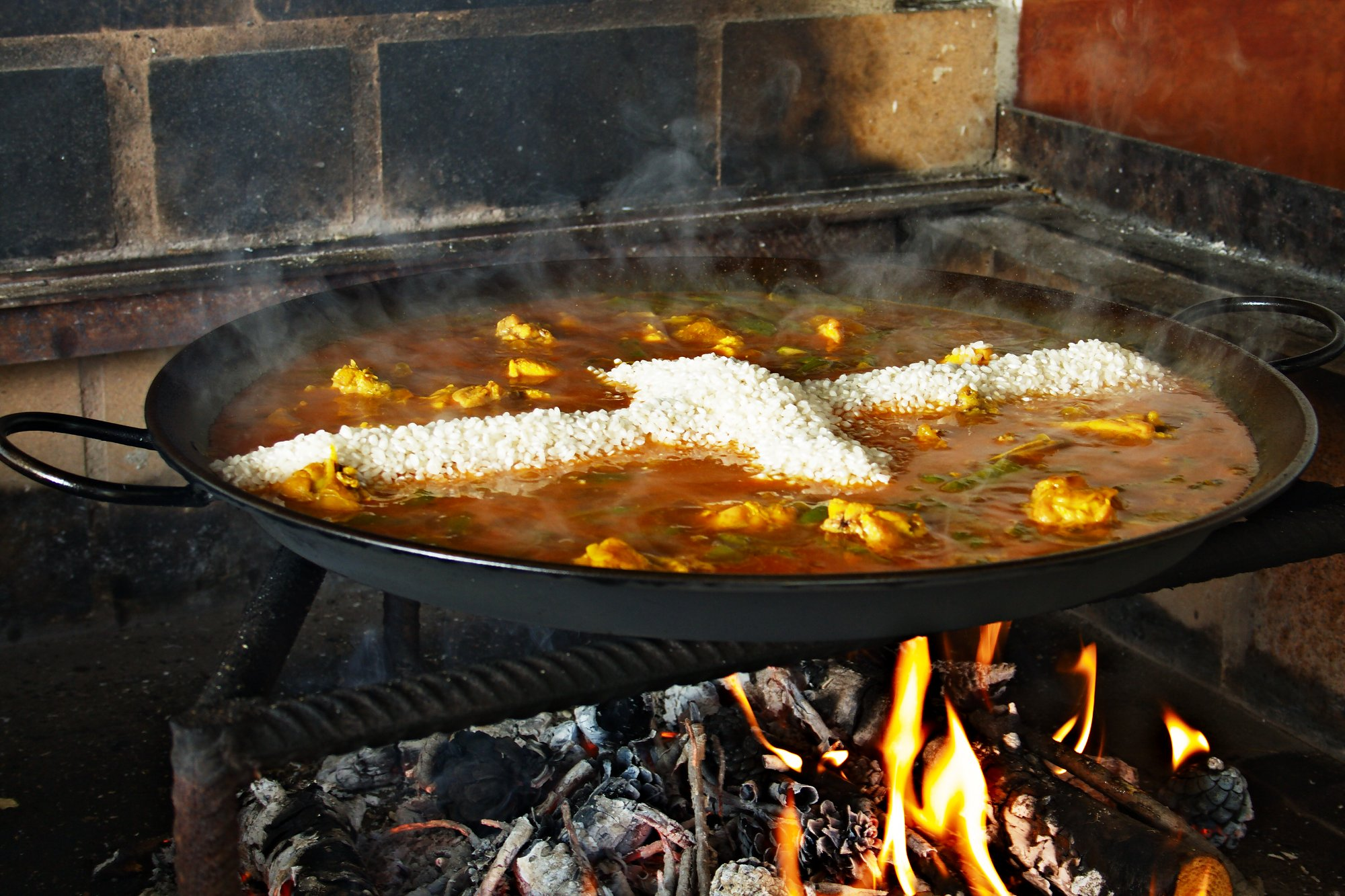
Paella en plena elaboración. En la cocina castellonense existe la elaboración de la paella en esa categoría genérica de platos que se denominan: arroces.

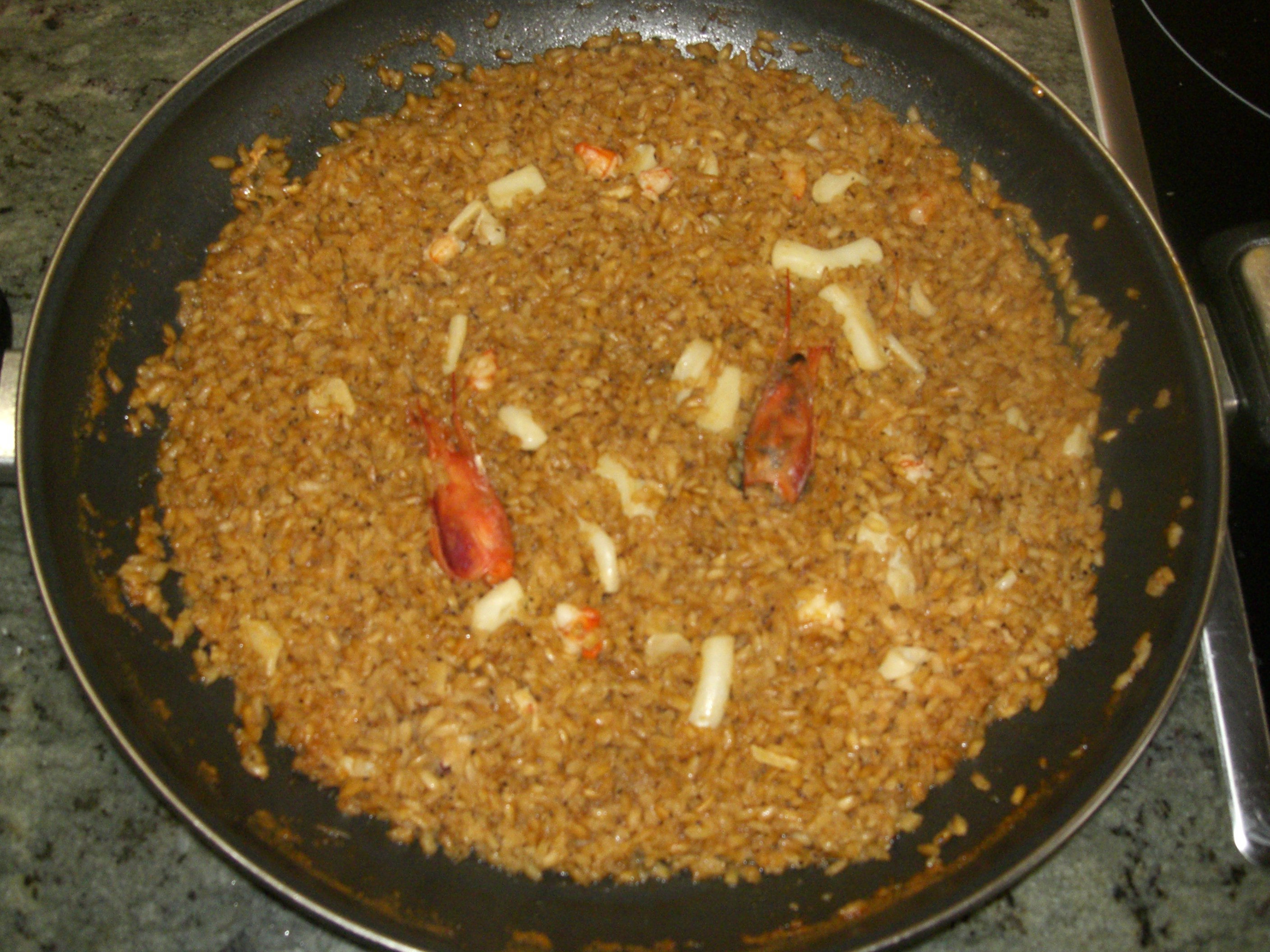
Rossejat (o tostao) de arroz.

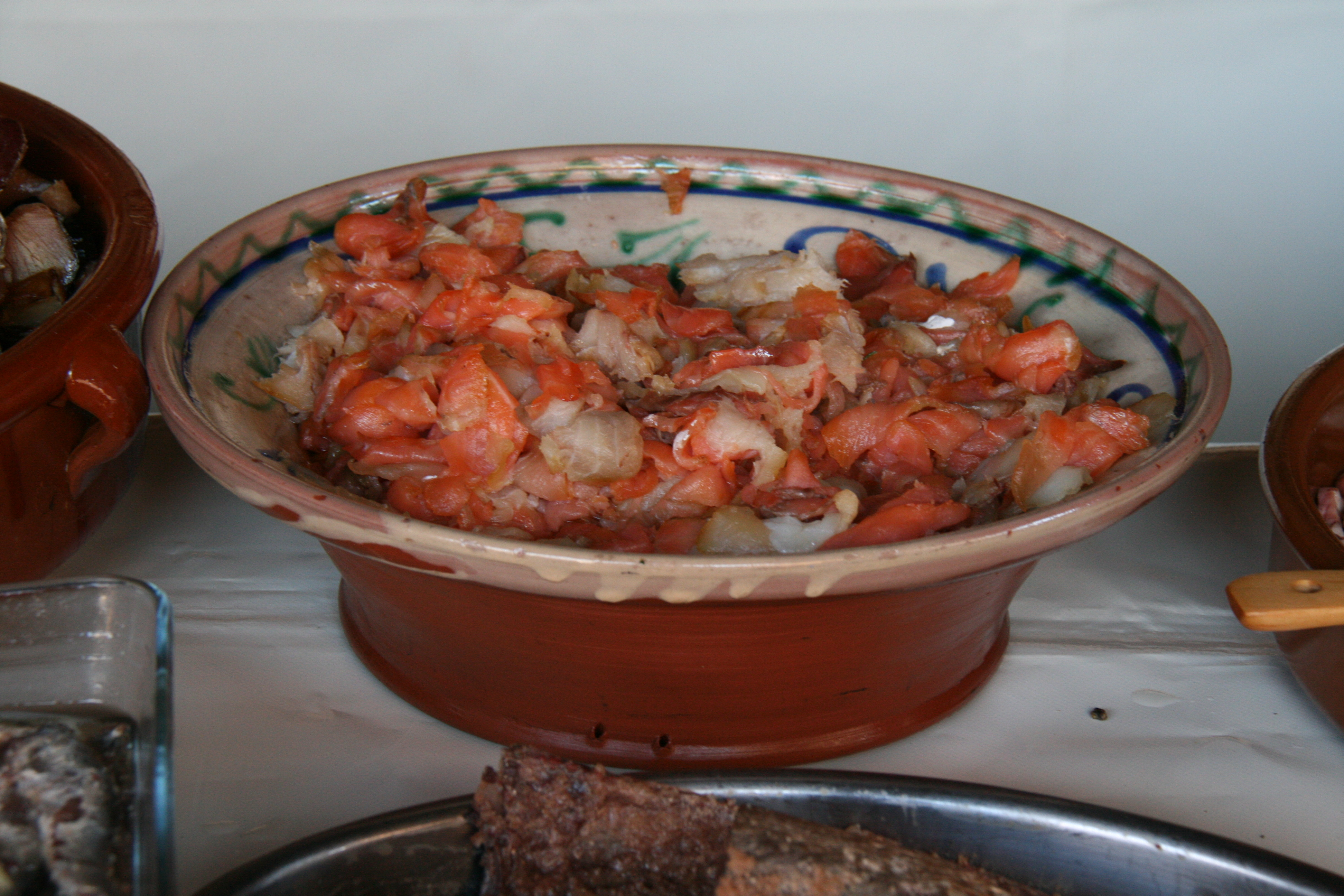
Los salazones de pescado son habituales.

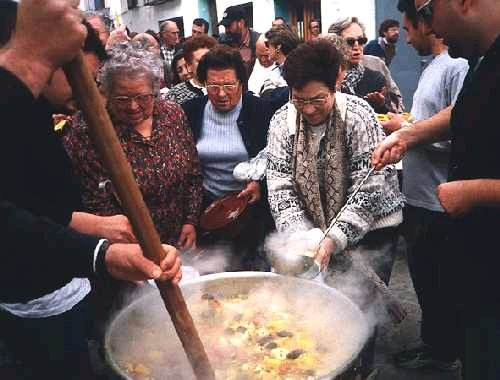
Preparación de una olla de pueblo en el municipio de Ahín.

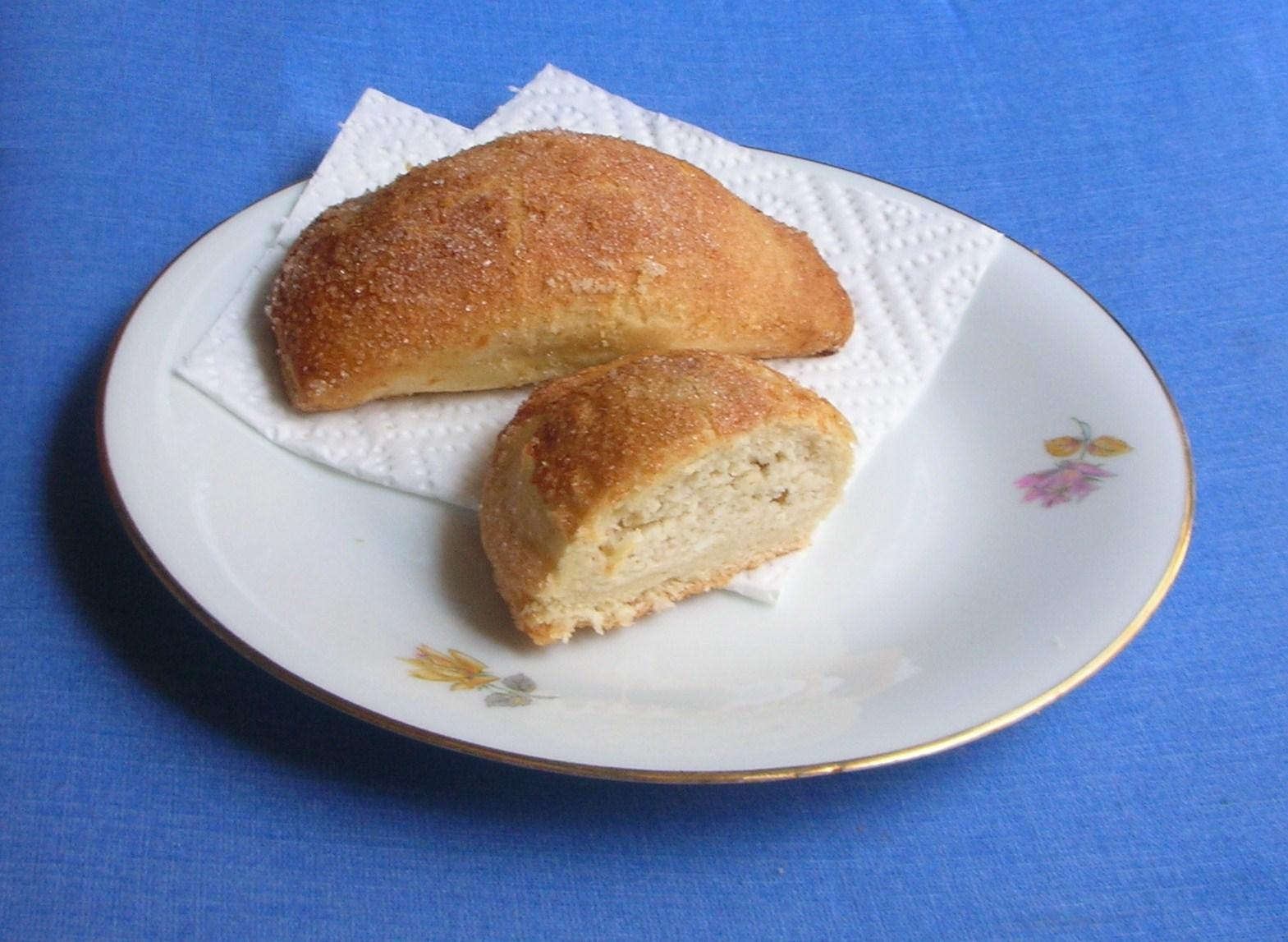
Flaons de Morella.

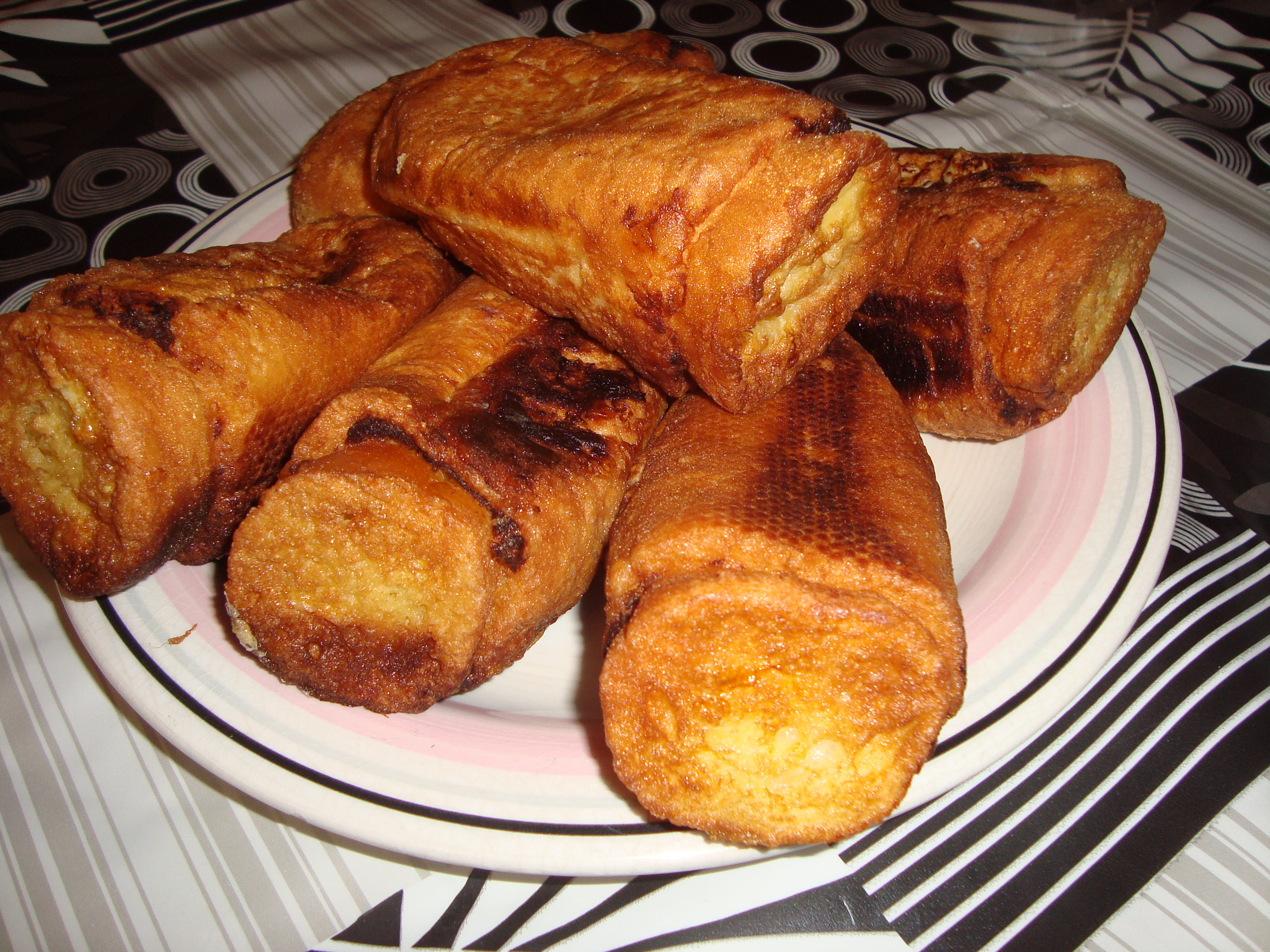
Ximos de Castellón (chimos).

La gastronomía de la provincia de Castellón corresponde a los platos y preparaciones culinarias que se encuentran en la provincia de Castellón (Comunidad Valenciana, España). La cocina castellonense del norte de la provincia, fronteriza con Cataluña, tiene elementos tanto de la cocina valenciana como de la catalana (Tarragona). La comarca histórica y natural del Maestrazgo recibe las influencias de la cocina aragonesa. Como en las otras cocinas del levante el arroz es el ingrediente principal de muchos platos; al mismo tiempo se encuentra en una zona productora de olivo.

## Historia
El territorio de la península ibérica estuvo bajo el poder musulmán durante la Edad Media (711-1492) y por tanto la cocina de al-Ándalus dejó una cierta influencia en la cocina del levante español. Se mejoraron los sistemas de regadío y de esta forma el cultivo del arroz. Tras la Reconquista, alguna pequeña zona de la parte sur del interior de la provincia fue repoblada mayoritariamente por aragoneses.
El botánico Antonio José de Cavanilles en 1795 en su obra Observaciones sobre la Historia Natural, Geografía, Agricultura, población y frutos del reyno de Valencia, describe las flora castellonense.

## Ingredientes
Los ingredientes de la provincia de Castellón revelan una tierra ganadera, en el cabe destacar su producción lechera y con ello hay una producción de queso no muy conocida fuera de la provincia. Los lácteos son famosos y entre ellos cabe destacar la tradición de servir la cuajada (denominada cuallà) como postre en las celebraciones del Corpus Christi, así como en la Virgen de Agosto. La producción de leche hace que sea la cocina levantina que más lácteos incluye como ingrediente en su cocina. La cercanía de la provincia de Teruel hace que sea muy popular el queso de Tronchón. Como en el resto de las cocinas levantinas, en la provincia se mezclan a los ingredientes del mar y del interior en muchas de sus preparaciones culinarias. Combina en su geografía la huerta con las tierras de secano.

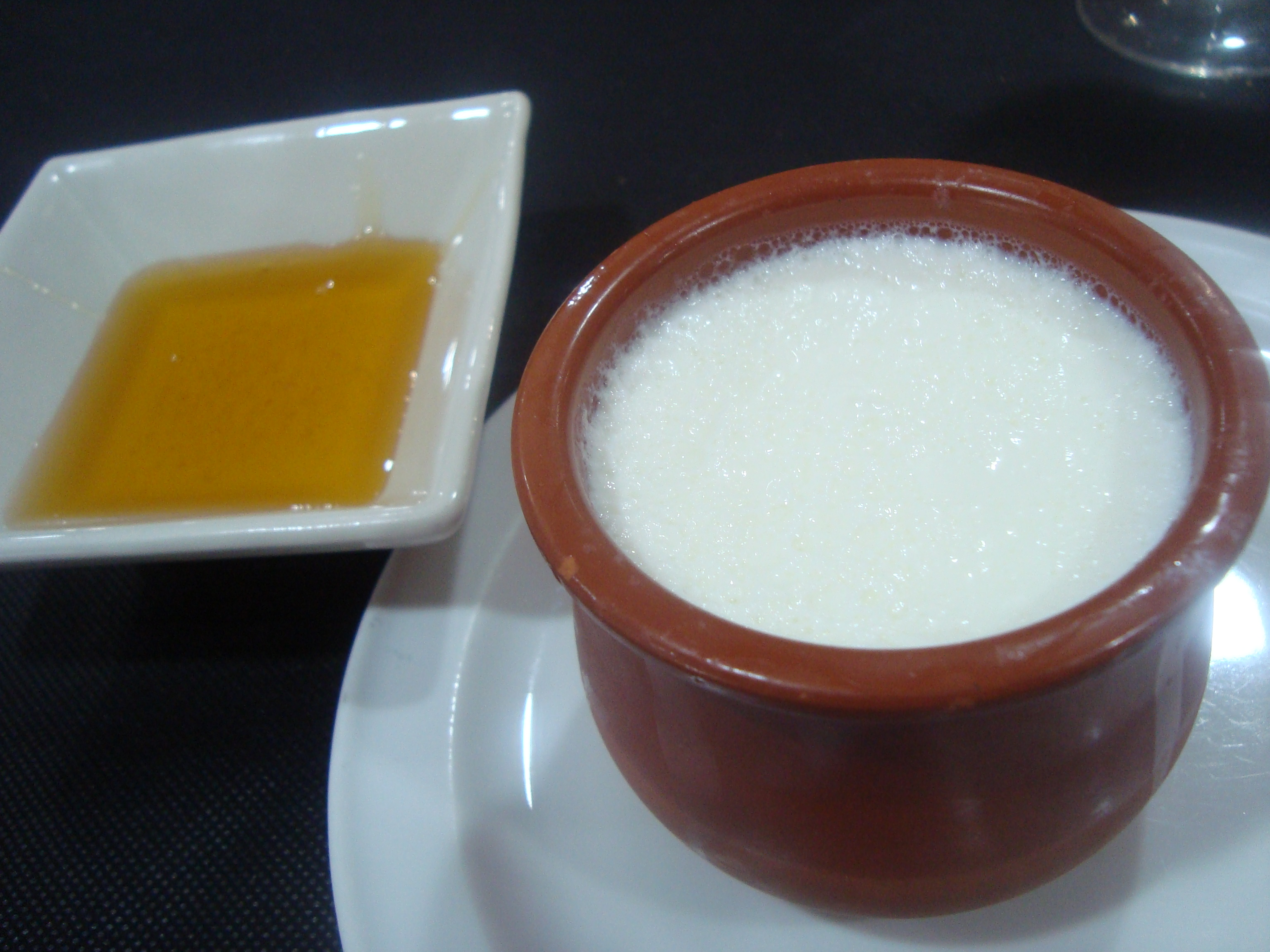
"Collà del Maestrat"

### Verduras y frutas
Se encuentra el arroz presente en los municipios de Castellón, y en todos ellos se elabora la paella. Otros platos que emplean esta gramínea son: el arroz con espardeñas (Arrós amb espardenyes), el arros negre, el arrosejat, el navideño arroz con albóndigas ("arrós en pilotes"), el arroz con pato plato típico de las fiestas de San Roque en las que las gentes de Nules degustan en la playa,[cita requerida] la paella de montaña de Eslida, "arroz con peras rojas" (arròs amb peres roges) de Costur. Las alubias son populares en diversos guisos como los preparados en Catí. Con respecto al arrosejat existe una variante que emplea fideos en lugar de arroz: fideos arrossejats, los arròs amb fesols i naps. De la misma forma han penetrado los productos de cereal en Castellón, es por esta razón por la que se ven preparaciones de gachas o farinetas (que emplean en esta región una mezcla de harina de trigo y maíz), los guixassos (una especie de gachas, de la misma forma se encuentran las tarinetas que son una especie de gachas mezcla de harina de trigo y garbanzos. Existen diversos platos de pasta como los manjóvenes (de Vall de Uxó), o los fideos arrossejats.

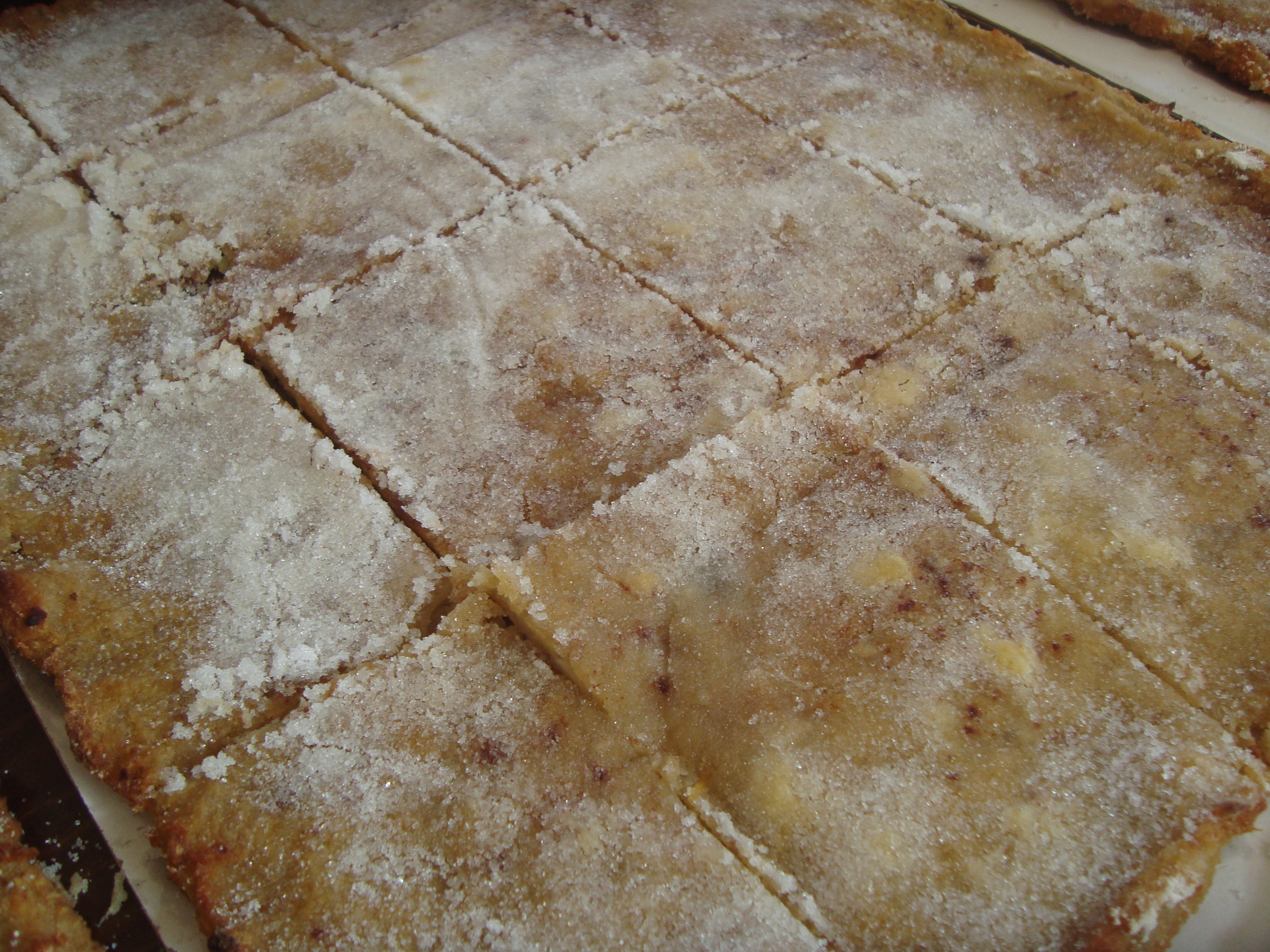
Coca de boniato

Las cocas son preparadas con diversos ingredientes, de esta forma son populares la Coca de tomate, de verdura y barrets, la "coca en sal" (cubierta de una costra de sal), la coca de cebolla, de espinacas, etc. Una de las preparaciones características castellonenses es la nogada que consiste en un guiso de patatas y nueces, las pataques en pell que son patatas asadas, la elaboración de una torta denominada flaón (torta que posee en su interior requesón (en valenciano brull).

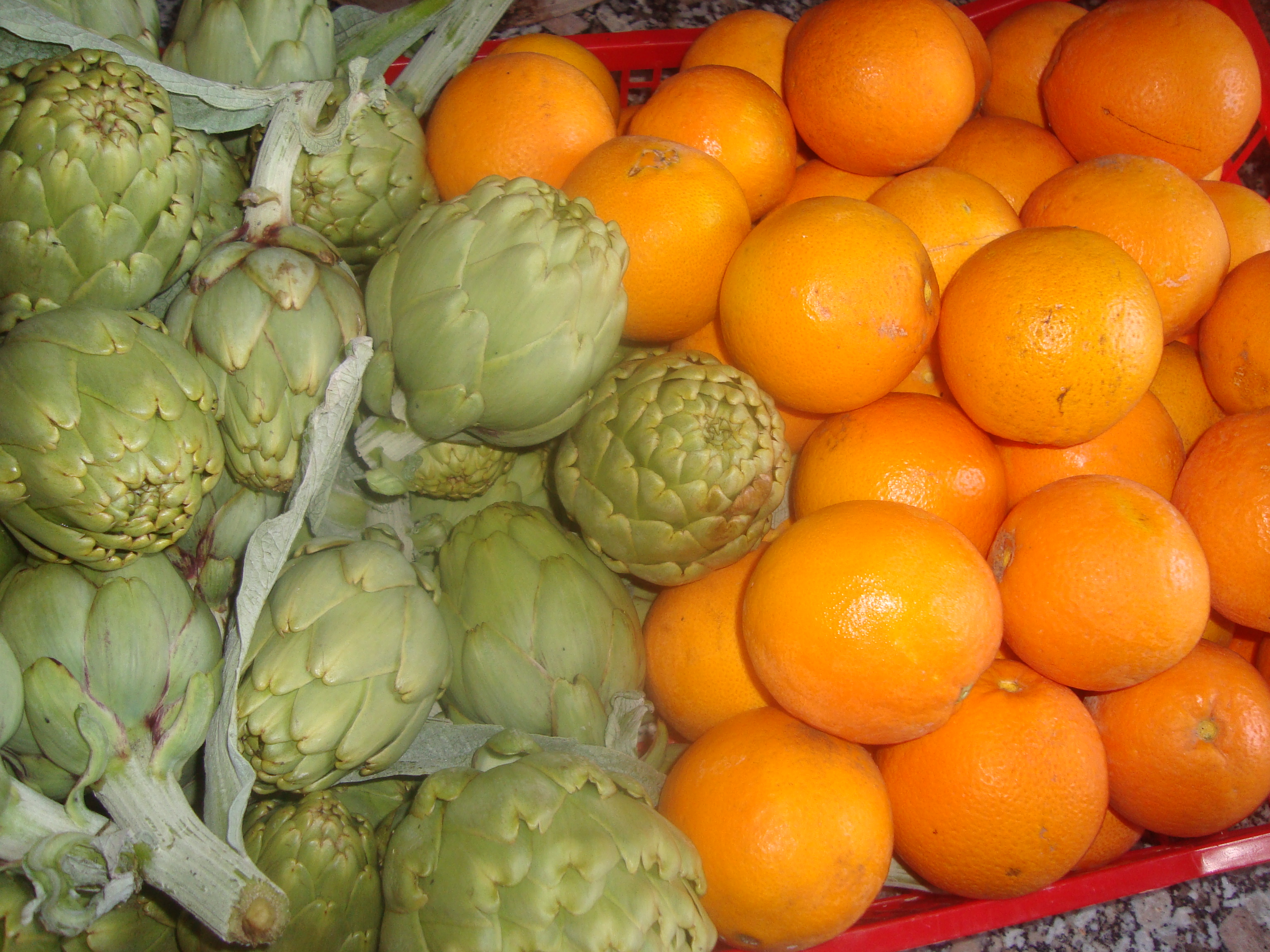
Alcachofas y naranjas de la comarca de La Plana Alta.

Los melones de Chilches y Moncófar, las manzanas de Ortells, las alcachofas de Benicarló (donde se celebra la fiesta anual de la alcachofa), las cerezas del Bajo Maestrazgo y más concretamente de Salsadella. Las setas son apreciadas, sobre todo los Robellones (Lactarius deliciosus) típicas de la comarca histórica y natural del Maestrazgo. Existe una moderada producción de aceite de oliva. Por supuesto, destaca el cultivo de naranja y mandarinas.

### Carnes y pescados

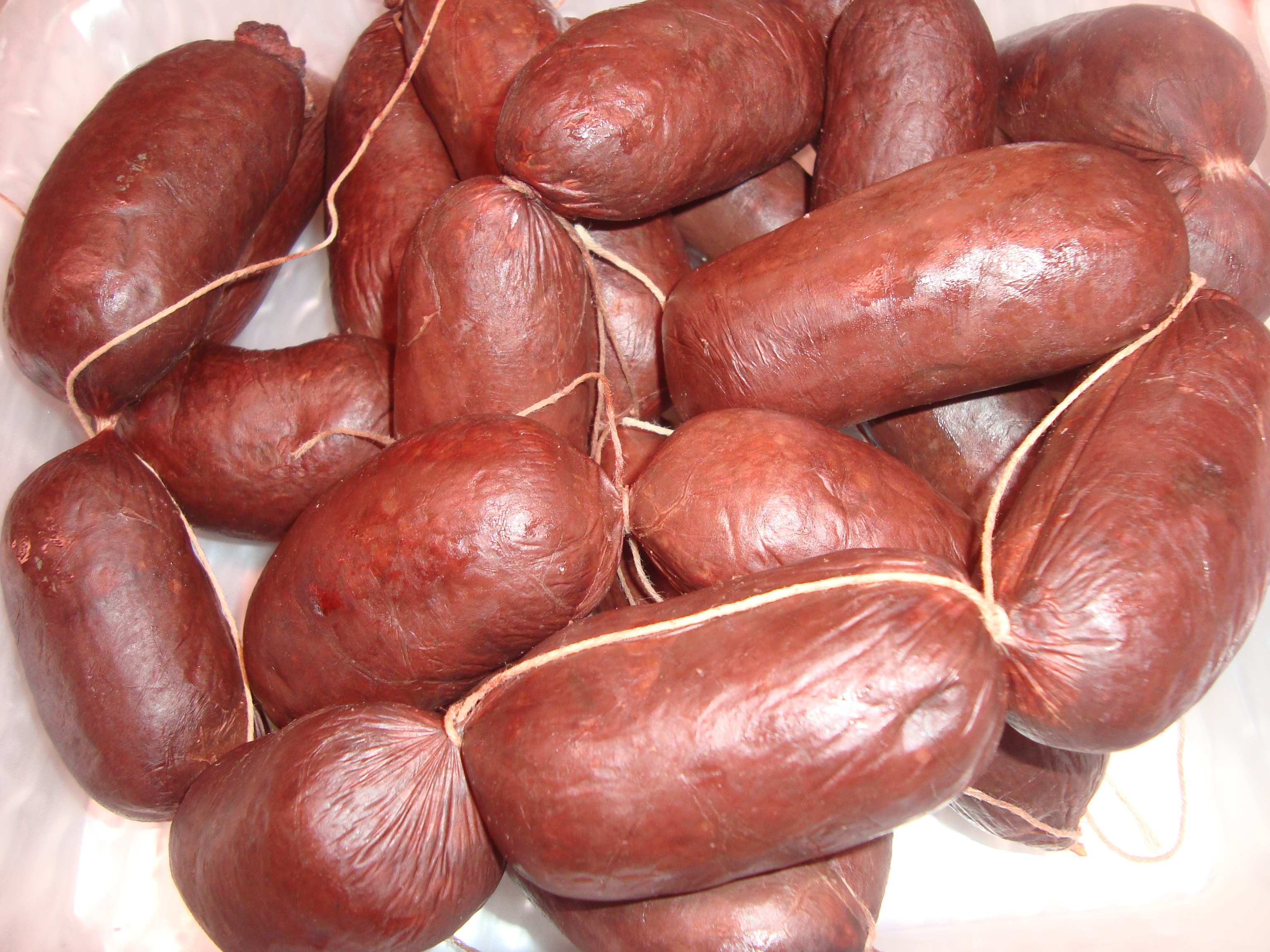
Botifarres d'arrós-morcillas de arroz (Torreblanca)

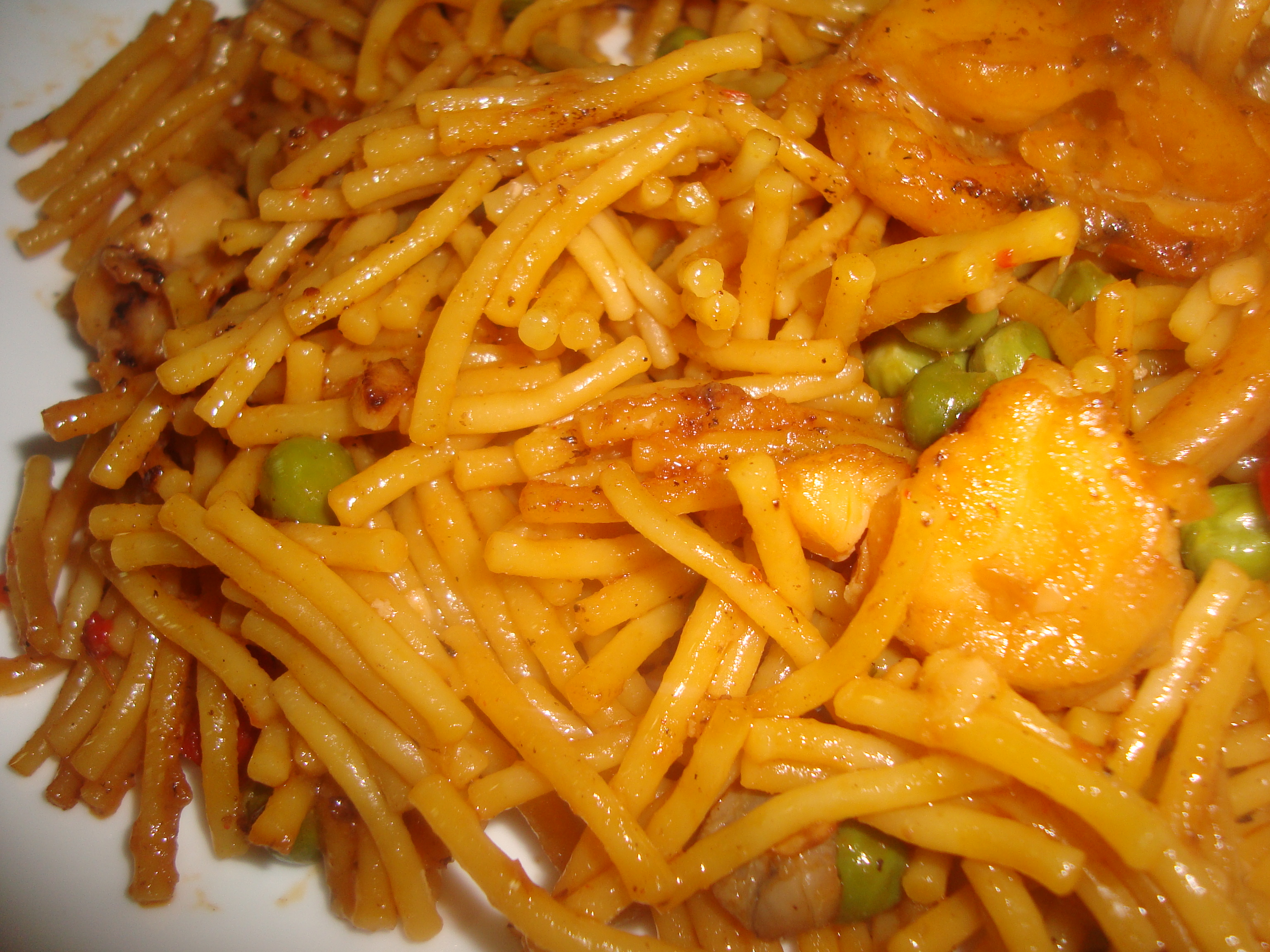
Plato de fideuá

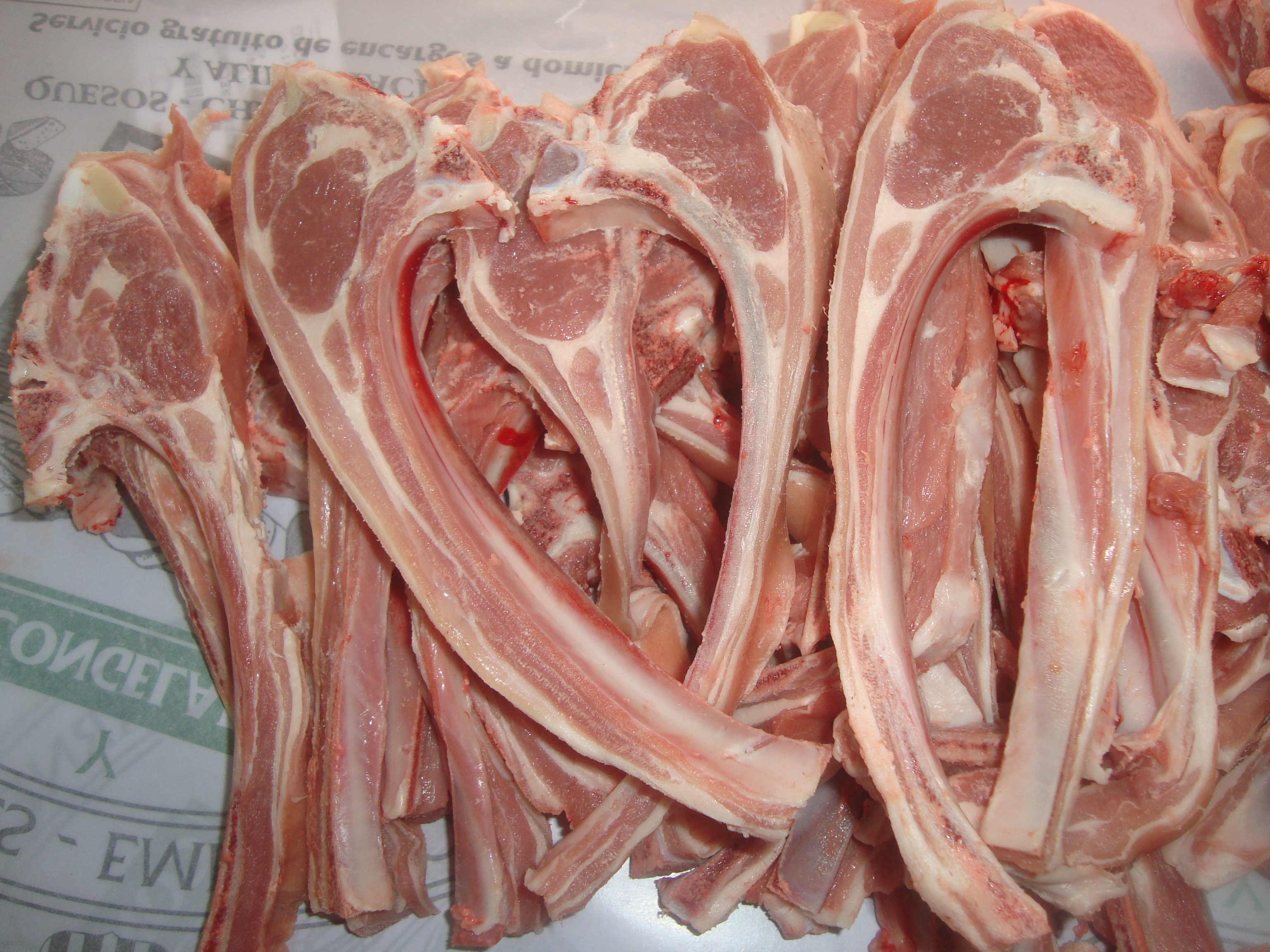
Chuletas de cordero, chuletas del palo.

La matanza del cerdo (denominado en la provincia matacerdo[cita requerida]) da lugar a diversos productos entre ellos cabe destacar el jamón y la cecina de Morella. Se elaboran butifarras. Algunos platos con cerdo son: la fritá del matapuerco. El jabalí es muy abundante en los bosques del parque natural de la Sierra de Espadán. Se elabora con sus carnes cocidos como la olla segorbina que incluye el tocino y posee dos versiones: de cardo o de grumo (repollo). En Castellón de la Plana es conocida la olleta de la Plana, que según los ingredientes empleados puede convertirse en una olleta de col (u olla de col) o en una de Ayuno, la olla de pueblo, etc. En la comarca del Maestrazgo se encuentra una ganadería muy abundante en ovino. De la carne del toro se elabora la cecina castellonense, algunos de los platos son la carne de toro en salsa (carn de bou amb salseta). Entre los guisos de carne destaca el tombet que es guiso de carne con caracoles de monte. El ternasco es habitual en algunos municipios como influencia de la cocina aragonesa, siendo la carne a la brasa con ajoaceite una de sus preparaciones estrella en el interior. En muchas localidades es costumbre que en la cena de Nochebuena se sirva chuletas a la brasa, acompañadas con alioli. Entre las conservas de carnes diversas cabe destacar el frito (carne conservada en aceite de oliva). De la caza se encuentran diversas preparaciones con carne de conejo, como el rostit de conill ('conejo asado'), o el conill amb allioli ('conejo con ajoaceite'). Son populares unos caracoles denominados vaquetes (una especie de caracol blanco). Uno de los platos de volatería famosos en trufado de gallina' (conserva elaborada con lomo, gallina, miga de pan con leche, vino y trufas)
Se encuentran platos de bacalao, aunque hay algunos de origen manchego, como es el ajo arriero, el "ajoaceite de palo" (bacalao y patatas típico de la comarca del Alto Palancia). En el terreno de los mariscos son muy afamados en la provincia los langostinos de Vinaroz, con Denominación de Origen (en el mes de agosto se celebran en esta localidad las Fiestas del Langostino). Las diversas preparaciones de mariscos como la sepia (jíbia) a lo largo de la costa, los espardenyes, los salmonetes, los lenguados, las doradas, las preparaciones con pulpo o pulpitos (Polpet de Peñíscola), las galeras, las sardinas. Algunas de las preparaciones con ellos son: la zarzuela de pescado, los Salpicón de anguilas (salpicó) de Nules, los salazones, etc.

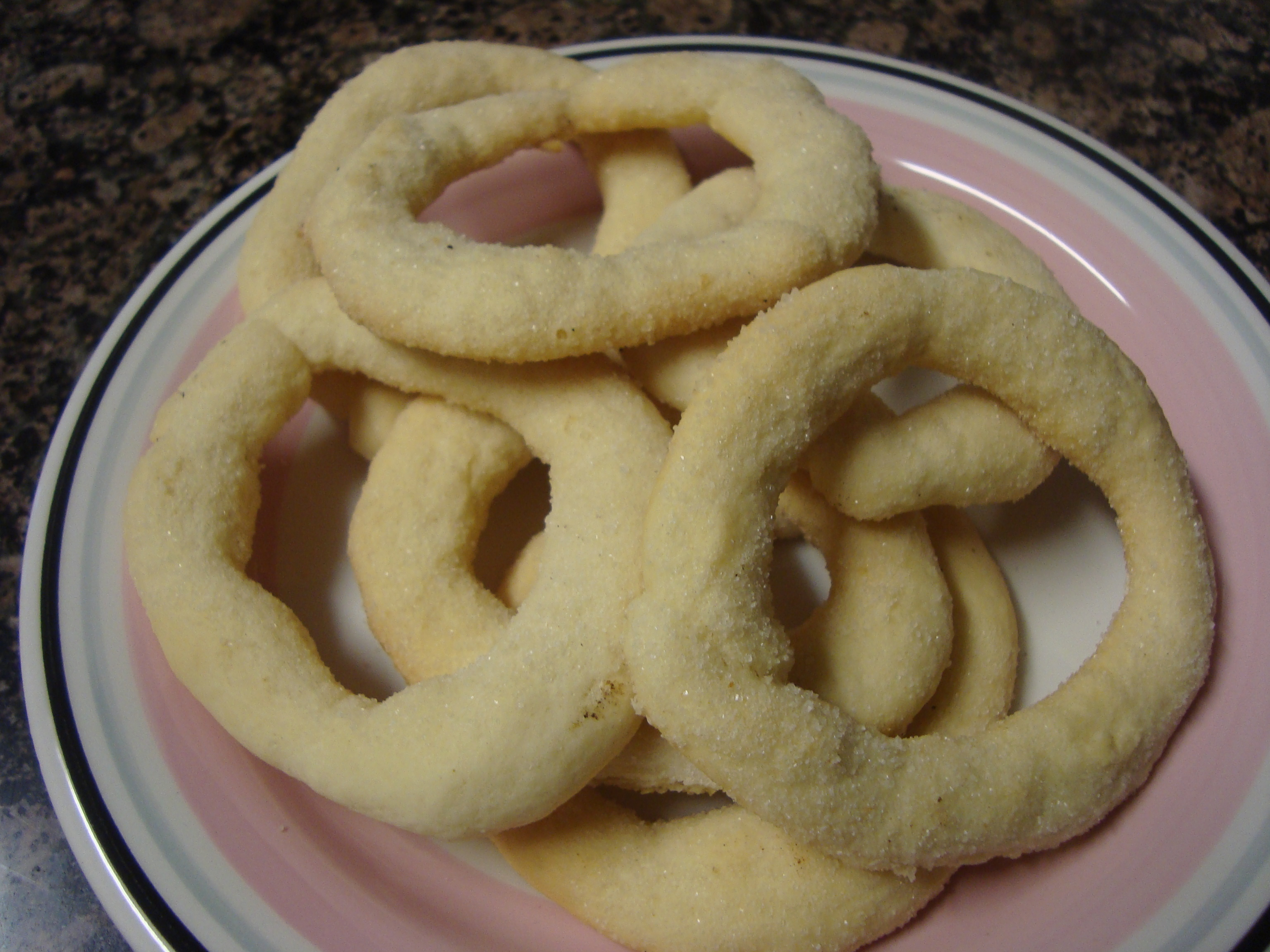
Rollos de anís

## Repostería

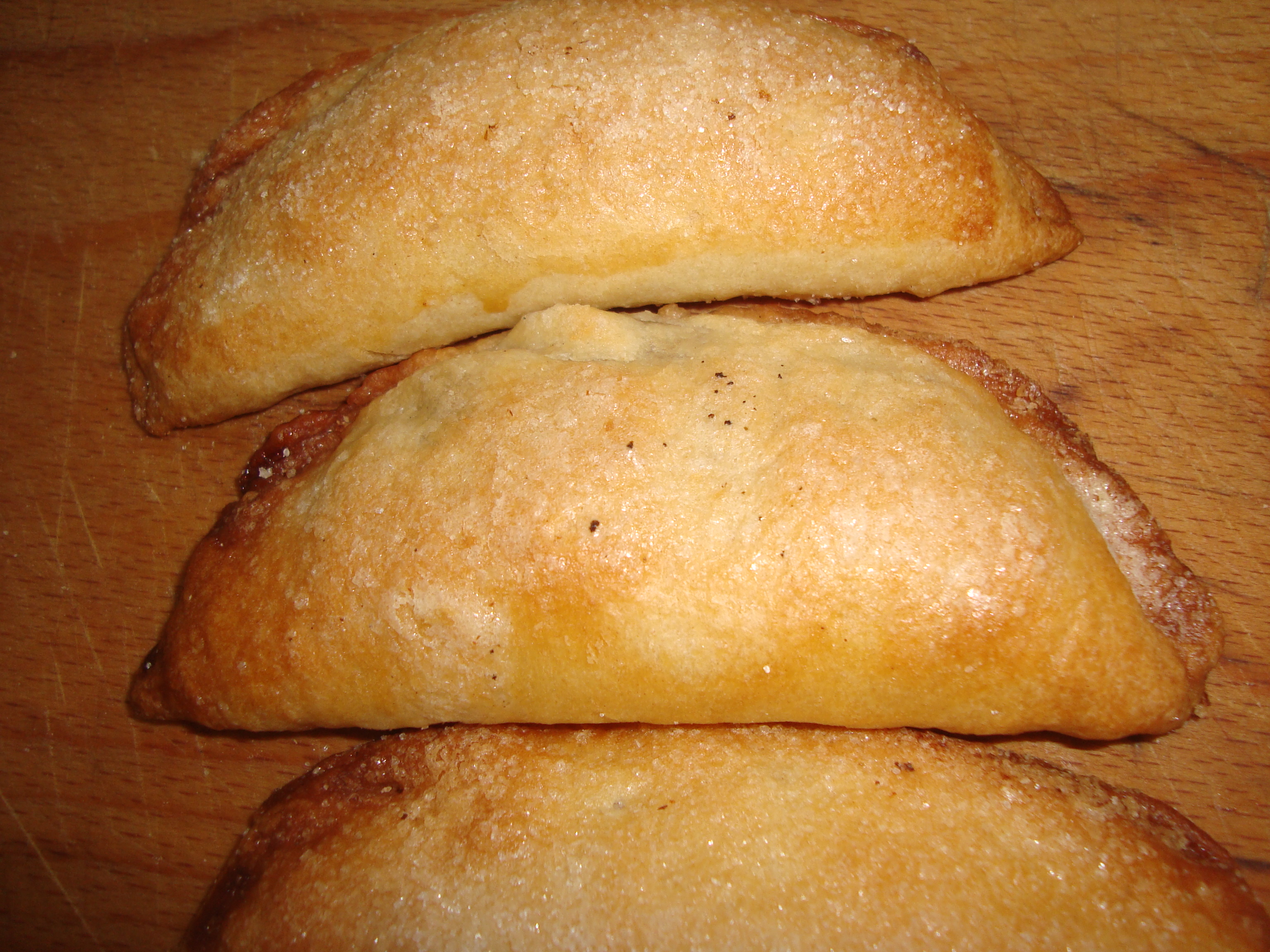
Pastissets de boniato (Torreblanca)

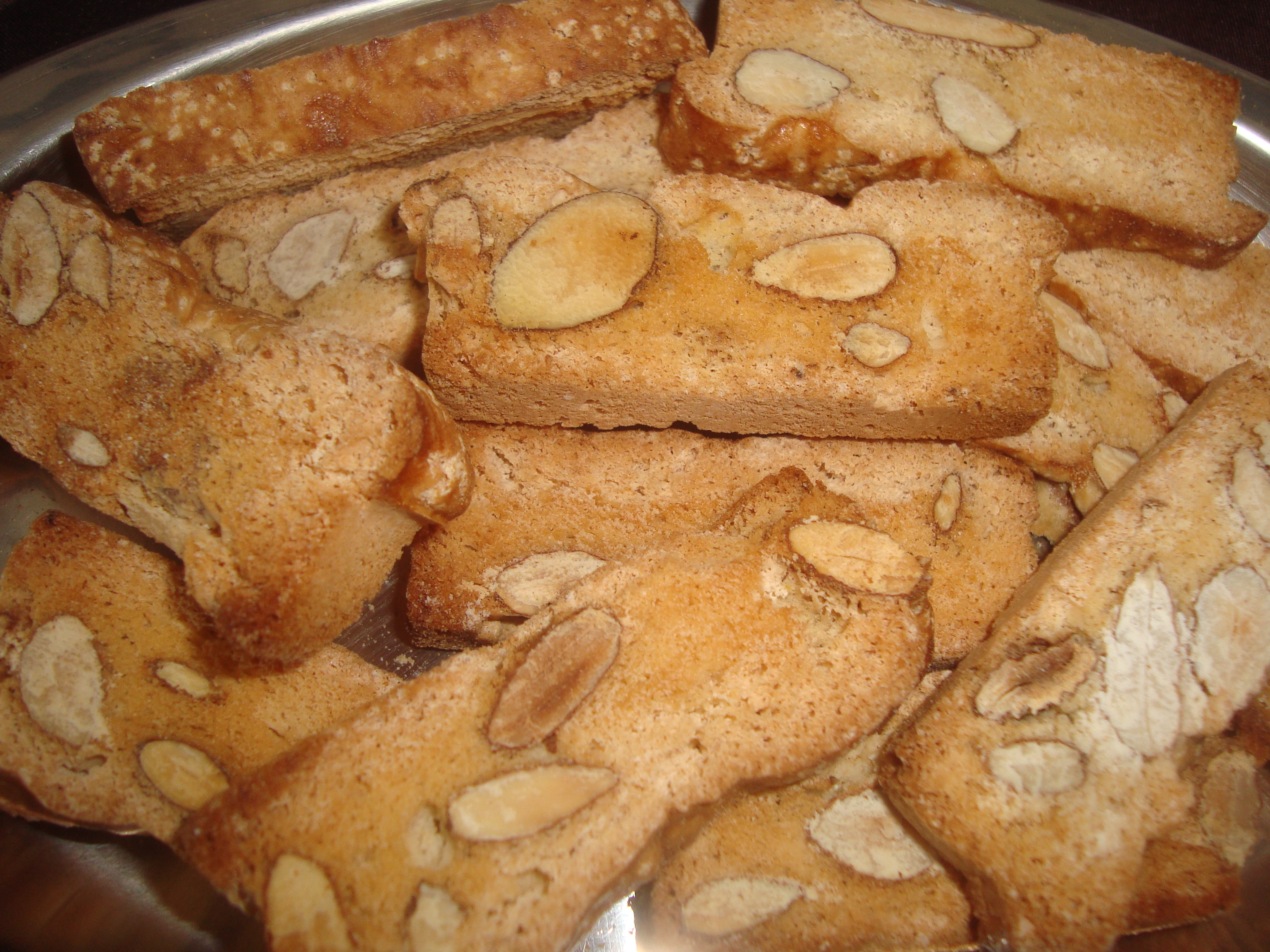
Rosegons, pasta dulce tradicional (Castellón).

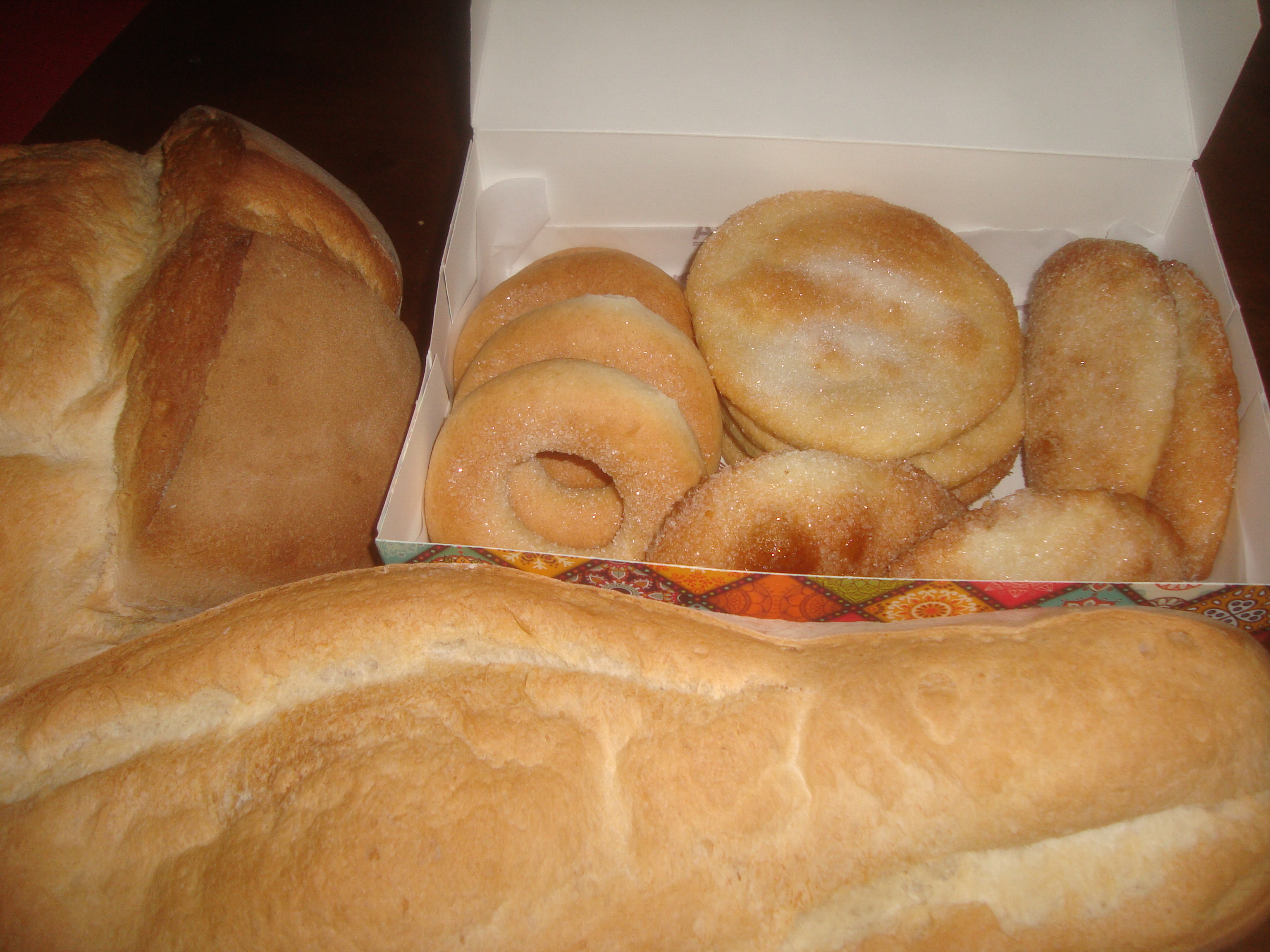
Repostería tradicional de horno.

Una de las preparaciones reposteras de la provincia de Castellón es el pá-nolí, que consiste en una especie de pastel que contie en su interior confitura de calabaza o boniato (considerado el alma del dulce). 
En la capital son famosas la coca malfeta (se elabora durante todo el año, en las comarcas de la Plana), la de Castelló (con patata en lugar de harina), la oropesina que consiste en un postre de Oropesa del Mar que contiene almendra. 
En celebraciones familiares, bien sean bodas o bautizos, son muy populares los mostachones (mostatxons), las cocas de pansas i nous, los rollets d'anis (rosquillas de anís). Son populares en algunos municipios los "arrop i tallaetes" (así como su variante de Useras denominada "mudarra"), en Caudiel son famosas las cerezas del rabo corto y la miel.
La cuajada denominada cuallà que se elabora con una hierba denominada coll (que es el pistilo de la flor de la alcachofa silvestre). A estas cuajadas se les denomina cuajada de Morella. Otro de los postres típicos son los figues albardaes generalmente acompañados de una copita de mistela o de vino moscatel.